# Лочинобод
Лочинобод (до 2024 года — Село им. Лочина Нурова; тадж. Лочинобод) — село в Хатлонской области Республики Таджикистан. 
Входит в состав джамоата (сельской общины) им. Талбака Садриддинова Шахритусского района.
Находится на расстоянии 12 км от райцентра (пгт. Шахритус) и 7 км от центра джамоата (село Лолазор).
Прежнее название — Ленинйули. 
Население — 1917 чел. (2017).